# Hanácká kyselka
Hanácká kyselka je minerální pramen v obci Horní Moštěnice v okrese Přerov. 

## Historie
První zmínka o kyselce pochází už z roku 1854, kdy v Horní Moštěnici jistá francouzská společnost hledala ložiska černého kamenného uhlí, ale v jednom průzkumném vrtu místo uhlí našla kvalitní pramenitou vodu, jejíž rozbor zjistil obsah nebývalého množství minerálních látek. V roce 1895 měla hanácká kyselka samostatný stánek na Národopisné výstavě českoslovanské v Praze.
V roce 1921 zde byl vystavěn závod na stáčení limonád, který zaznamenal velký rozmach během druhé světové války a funguje dodnes. 

## Současný provoz
Stáčení probíhá ve dvou provozech - Brodek u Přerova a v Horní Moštěnici, kde je i linka na stáčení do vratných 0,7l lahví. Hanácká kyselka stáčela jako poslední výrobce část své produkce do vratné skleněné lahve o objemu 0,7l. Stáčení do těchto lahví bylo však k 30. dubnu 2014 ukončeno.  Nyní tak do těchto lahví už žádný výrobce minerálek v ČR nestáčí.
Majoritním vlastníkem závodu na stáčení minerální vody byla od července 2013 do července 2015 likérka Molinari se 70% podílem a Karlovarské minerální vody a.s. (KMV) se 30% podílem. V červenci 2015 KMV od Molinari majoritní podíl odkoupily.
Má spoustu variací jako např.: citron, pomeranč, malina, jahoda nebo grapefruit.

## Složení vody
| Kationty | mg/l | Anionty | mg/l |
| -------- | ---- | ------- | ---- |
| Na+      | 251  | F–      | 2,79 |
| K+       | 17,7 | Cl–     | 179  |
| Li+      | 0,27 | I–      | 0,28 |
| Mg2+     | 68   | SO42–   | 2    |
| Ca2+     | 275  | HCO3–   | 1454 |